# Frogmore Cottage
Frogmore Cottage là một ngôi nhà lịch sử được xếp hạng II trong khuôn viên của Frogmore House được xây vào năm 1801 theo chỉ thị Nữ hoàng Charlotte trên Khu điền trang Frogmore, một phần của Công viên Home, Windsor, Berkshire, Anh. Một phần của Bất động sản Hoàng gia, từng là nhà của Công tước và Nữ công tước xứ Sussex, và con trai của họ, Archie Mountbatten-Windsor.

## Lịch sử
Ngôi nhà ban đầu được gọi là Double Garden Cottage và được liệt kê trong tài khoản năm 1801 của Nữ hoàng Charlotte cho khu vườn của bà được ông Bowen xây với giá 450 bảng Anh. Victoria của Anh đã ăn sáng tại ngôi nhà này vào ngày 28 tháng 6 năm 1875 và ghi nhận một "số lượng lớn ếch nhỏ" mà bà thấy "khá kinh tởm". Ngôi nhà đã được liệt kê Hạng II trong Danh sách Di sản Quốc gia cho Anh kể từ tháng 10 năm 1975.

### Những người ở đây
Ngôi nhà là nơi ẩn dật cho Nữ hoàng Charlotte và các cô con gái chưa chồng. Nhà thần học Henry James Sr. và gia đình ông sống tại ngôi nhà vào những năm 1840. Một thư ký riêng của Victoria của Anh, Abdul Karim, chuyển đến Frogmore Cottage vào năm 1897 cùng với vợ và cha. Đại công tước Xenia Alexandrovna của Nga lưu vong từ nước Nga ở lại đó trong những năm 1920.
Vào đầu thế kỷ 21, ngôi nhà là một chuỗi gồm năm đơn vị nhà ở riêng biệt cho các công nhân làm việc tại khu vực bất động sản Windsor.
Vào năm 2019, ngôi nhà đã được chuyển đổi thành nhà ở một gia đình gồm bốn phòng ngủ và nhà trẻ, với chi phí được báo cáo là £ 2,4  triệu từ tiền thuế người dân, theo một tường thuật của BBC. Có một số chỉ trích về việc sử dụng tiền của nhà nước này; Tuy nhiên, là một tài sản của một cung điện hoàng gia của đất nước và được chỉ định một di sản phải bảo tồn, Frogmore Cottage luôn được lên kế hoạch để cải thiện, bất kể người cư ngụ. Công tước và Nữ công tước xứ Sussex sau đó tuyên bố họ sẽ hoàn trả tốn kém này, trong khi nó vẫn là nhà của gia đình họ. Cặp vợ chồng, vào năm 2018 đã tổ chức tiệc cưới gần đó, đã dọn nhà từ Nottingham Cottage sang Frogmore Cottage vào năm 2019, trước khi sinh đứa con đầu lòng của họ, Archie Mountbatten-Windsor.
Đầu năm 2023, vợ chồng Công tước xứ Sussex xác nhận với truyền thông rằng họ đã bị đuổi khỏi nơi này bởi một mệnh lệnh được cho là của Vua Charles III sau khi cuốn hồi ký Spare lên kệ. Đồng thời, vua Charles III dự kiến trao lại ngôi nhà cho Công tước xứ York như một sự thay thế cho Royal Lodge.